# Kenzen Robo Daimidaler
Kenzen Robo Daimidaler (健全ロボ ダイミダラー Kenzen Robo Daimidarā) là một loạt manga của Nakama Asaki, đăng trong tạp chí manga seinen Fellows! của Enterbrain từ năm 2008 đến 2012 và tổng hợp trong bốn tập tankōbon. Một phần tiếp theo có tựa đề Kenzen Robo Daimidaler OGS bắt đầu đăng tuần tự trong cùng một tạp chí (giờ gọi là Harta) từ tháng 10 năm 2013. Bản chuyển thể loạt TV anime do hãng TNK thực hiện đã được chiếu trên AT-X từ tháng 4 đến tháng 6 năm 2014. Anime còn được Funimation cấp phép phát trực tuyến tại Bắc Mĩ.

## Sơ lược cốt truyện
Madanbashi Kōichi là một học sinh trung học sở hữu hạt Hi-Ero, được sử dụng như một nguồn năng lượng cho robot Daimidaler. Anh ta lấy được những hạt này bằng cách mò mẫm các bạn nữ, và sử dụng chúng để tăng sức mạnh của robot nhằm chiến đấu chống lại bầy robot của Đế quốc Chim Cánh Cụt cứu nguy cho nhân loại.

## Nhân vật

### Daimidaler
Madanbashi Kōichi (真玉橋 孝一 Chân Ngọc Kiều Hiếu Nhất)
Lồng tiếng bởi: Nobunaga Shimazaki
Sonan Kyōko (楚南 恭子 Sở Nam Cung Tử)
Lồng tiếng bởi: Yōko Hikasa
Kiyuna Kiriko (喜友名 霧子 Hỉ Hữu Danh Vụ Tử)
Lồng tiếng bởi: Shizuka Ishigami
Ameku Shōma (天久 将馬 Thiên Cửu Tương Mã)
Lồng tiếng bởi: Natsuki Hanae
Tomoyose Moriko (友寄 もり子 Hữu Ký Tử)
Lồng tiếng bởi: Ōhashi Ayaka
Majikina Soriko (真境名 そり子 Chân Cảnh Danh Tử)
Lồng tiếng bởi: Ibuki Kido
Goya Sewashiko (呉屋 せわし子 Ngô Ốc Tử)
Lồng tiếng bởi: Azusa Tadokoro
Kakazu Chieko (嘉数 智恵子 Gia Số Trí Huệ Tử)
Lồng tiếng bởi: Takahashi Ao
Matayoshi Kazuo (又吉 一雄 Hựu Cát Nhất Hùng)
Lồng tiếng bởi: Takehito Koyasu

### Đế quốc Chim Cánh Cụt
Hoàng đế Chim Cánh Cụt (ペンギン帝王 Pengin Teiō)
Lồng tiếng bởi: Hori Hideyuki
Likantz Seaberry (リカンツ シーベリー Rikantsu Shīberī)
Lồng tiếng bởi: Suzaki Aya
Michael (マイケル Maikeru)
Lồng tiếng bởi: Murata Taishi
Dennis (デニス Denisu)
Lồng tiếng bởi: Asanuma Shintarō
Jake (ジェイク Jeiku)
Lồng tiếng bởi: Itō Kentarō
Jim (ジム Jimu)
Lồng tiếng bởi: Yasumura Makoto
Nelson (ネルソン Neruson)
Lồng tiếng bởi: Fukushima Jun
Henry (ヘンリー Henrī)
Lồng tiếng bởi: Nakamura Yuichi

## Truyền thông

### Manga
| # | Nhan đề                                              | Ngày phát hành       | ISBN              |
| - | ---------------------------------------------------- | -------------------- | ----------------- |
| 1 | Kenzen Robo Daimidaler 01 (健全ロボ ダイミダラー 01) | 16 tháng 11 năm 2009 | 978-4-04-726146-4 |
| 2 | Kenzen Robo Daimidaler 02 (健全ロボ ダイミダラー 02) | 15 tháng 12 năm 2010 | 978-4-04-726969-9 |
| 3 | Kenzen Robo Daimidaler 03 (健全ロボ ダイミダラー 03) | 14 tháng 1 năm 2012  | 978-4-04-727724-3 |
| 4 | Kenzen Robo Daimidaler 04 (健全ロボ ダイミダラー 04) | 15 tháng 11 năm 2012 | 978-4-04-728497-5 |

### Anime
Bản chuyển thể loạt TV anime do hãng TNK thực hiện đã được chiếu trên AT-X vào ngày 5 tháng 4 năm 2014. Bài hát kết thúc do Kido Ibuki, Ohashi Ayaka và Tadokoro Azusa trình bày.